# Yang Kun
Yang Kun (chinois simplifié : 杨坤 ; chinois traditionnel : 楊坤 ; pinyin : yáng kūn est un chanteur de Mandopop.
Il participe en 2008 à Beijing huanying ni, la chanson officielle des Jeux olympiques d'été de 2008 à Pékin.
Il est un des membres du jury de l'émission de télévision The Voice dans sa version chinoise.
Parmi ces succès :
- « Pasteur de chevaux » (mùmǎrén, dont le clip est tourné dans les régions du Nord-Ouest de la Chine.
- « Lune ronde » 月儿圆, yuè'ér yuán
- « Roi dans la solitude » 寂寞之王, jìmò zhī wáng, dont le clip est tourné dans une des plus grandes fermes éoliennes de la province du Gansu.
- « Je suis davantage solitaire qu'auparavant » 我比从前更寂寞, wǒ bǐ cóngqián gèng jìmò
- « Abandonner à contrecœur » 舍不得, shěbùdé
- « Ce jour-là » 那一天, nà yī tiān
- « (J') attache réellement beaucoup d'importance » 真的很在乎, zhēnde hěn zàihū
- « Extrêmement romantique » 穷浪漫, qióng làng màn
- « Quai » 站台, zhàntái